# Haedong goseungjeon
Il Haedong Goseungjeon (talvolta scritto come "Haedong Kosŭng Chŏn") è un famoso testo antico coreano, traducibile come "Vita di eminenti monaci coreani".
Si tratta di una raccolta delle storie di vita di monaci buddisti coreani ritenuti santi o comunque famosi ed importanti del periodo dei tre regni di Corea (Goguryeo, Baekje e Silla).
Il testo è stato scritto dal monaco Gakhun in data sconosciuta su richiesta del Re Gojong (1213-1259) durante il periodo Goryeo per dare lustro alla sua corte ed al buddismo coreano stesso.
Assieme al Samguk Sagi ed al Samguk Yusa, il Haedong Goseungjeon rappresenta una delle più importanti fonti storico/epiche del periodo dei tre regni coreani. Lo stesso monaco Iryeon, si dice abbia consultato, tra le varie fonti, il Haedong Goseungjeon al fine di realizzare il Samguk Yusa.

BIBLIOGRAFIA
- Lee, Peter H. Lives of Eminent Korean Monks: The Haedong Kosŭng Chŏn. Cambridge, MA: Harvard University Press, 1969.
- Maurizio Riotto. Santi buddisti della Corea antica. Venezia, Libreria editrice Cafoscarina, 2021.